# Зацепа
Заце́па — улица в Центральном административном округе города Москвы на территории района Замоскворечье. Расположена непосредственно к югу от Садового кольца, проходит на запад от Малой Пионерской улицы, пересекая Большую Пионерскую улицу и Большой Строченовский переулок.

## Происхождение названия[1]
Согласно легенде, возникшей в нач. XIX в. и воспроизведенной А. А. Мартыновым, а вслед за ним и множеством других авторов, «здесь был устроен вал, или цепь, за которою досматривались от Корчемной таможни въезжавшие в город возы и свидетельствовались острым длинным железным прутом, или щупом — нет ли между сеном, соломой и другой поклажей, вина, то местность эта и названа Зацепою, то есть находящейся за названной нами цепью, а где была сторожка корчемного сторожа, стоявшего со щупом, то место это названо Щупком, переделанным в Щипок».
Из этой легенды возникла вторая — о существовании здесь ворот Земляного города. П. В. Сытин утверждает, что «хотя на дошедших до нас планах-чертежах Москвы XVII в. против Дубининской улицы и продолжающей её к северу Новокузнецкой не названо ворот на Земляном валу, но все другие данные показывают, что они здесь были и здесь шла большая дорога до XVII в. … О большой дороге по Новокузнецкой и Дубининской улицам свидетельствует и нахождение на первой в XVI—XVII вв. кузнецких слобод, на второй — слободы ямщиков, возивших в Коломну людей и товары. Ямщики и в других местах (в Дорогомилове, на Тверской-Ямской и на Ульяновской) были поселены на больших дорогах, и в отношении Коломенской ямской слободы не могло быть исключения. В сообщении о казнях стрельцов при Петре I 30 сентября 1698 г. прямо указаны Калужские, Серпуховские и Коломенские ворота. Коломенские ворота, несомненно, стояли у Коломенской ямской слободы, то есть между Зацепой и Новокузнецкой улицами».
Однако Актовые книги за 1701—1703 (и тем более позднейшие) не содержат ни единого упоминания Коломенских ворот; Коломенская ямская слобода неизменно числится в них за Серпуховскими воротами. Скорее всего, в сообщении о казни стрельцов Коломенскими названы Таганские ворота, от которых шла Коломенская дорога; по этой дороге и нынешняя Абельмановская Застава когда-то именовалась Коломенской.
Самое раннее упоминание Зацепы встречается в переписи 1738 года в довольно неясном контексте: «Пустое место подле Земляного города … по правой стороне — от Зацепы проток в Москвы-реки».
В 1748 году упоминается мясной ряд на Зацепе. Этот ряд, переведенный в 1735 с Балчуга сюда на пустующие земли и именовавшийся Балчужным мясным рядом, занимал пространство «расстоянием от Серпуховских ворот 90 сажен, от ямской Коломенской 75 сажен» — это хорошо соответствует расположению и протяженности нынешней ул. Зацепа, которая, вероятно, именно тогда и начала формироваться.
В 1775 году Зацепа упоминается, но это не улица: «берег Москвы-реки, что слывет Зацепа» и «берег, называемый Зацепа, где Краснохолмский Живой мост стоит».
Зацепская улица впервые появляется только в книге «Указатель Москвы, показывающий по азбучному порядку имена владельцев всех домов сей столицы…» в 1793 году, что также противоречит утверждению о древнем происхождении улицы. Забелин считает, что название происходит от кабака «Зацепа», и это представляется наиболее правдоподобным.

## История

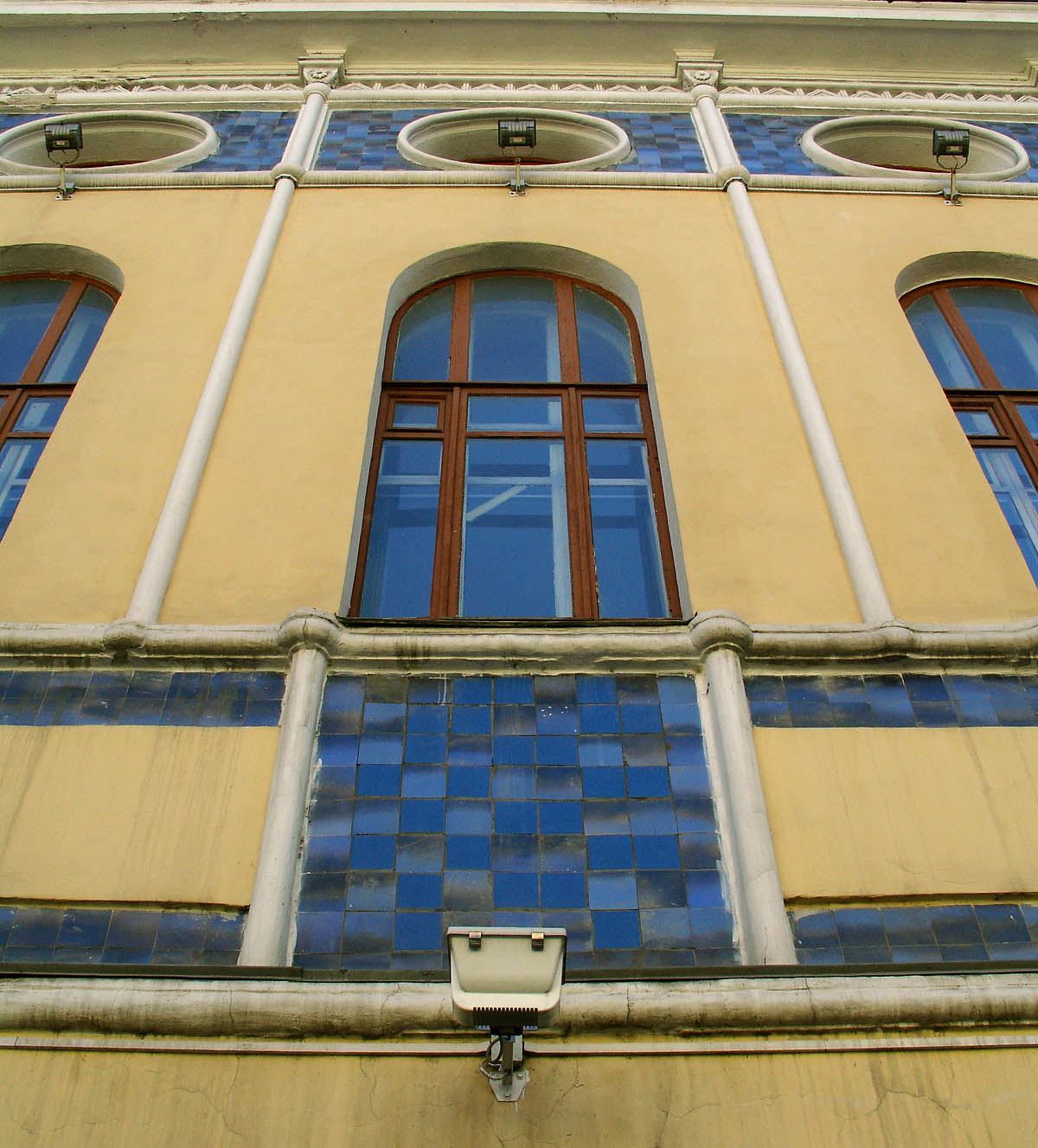
Дом № 41, здание Женского коммерческого училища (ныне IV учебный корпус РЭУ имени Плеханова), 1903—1905, арх. Н. Л. Шевяков

В конце XIX — начале XX века район между Зацепой и Щипком стал одним из московских просветительских центров. В конце XIX века на Щипке были выстроены обширные корпуса Александровской больницы, богадельня и коммерческое училище имени Солодовникова. В 1900—1914 годах был застроен квартал, ныне занимаемый Российским экономическим университетом имени Г. В. Плеханова. В квартале расположились здания Коммерческих училищ — мужского, имени Цесаревича Алексея, и женского, с домовой церковью, — а также корпус Московского коммерческого института, первого в России экономического вуза. Здания строились по проектам архитекторов А. У. Зеленко (Мужское коммерческое училище), Н. Л. Шевякова (Женское коммерческое училище) и С. У. Соловьёва (Коммерческий институт, после смерти Соловьёва строительство возглавил А. В. Щусев). При этом изначально планировалось, что здание института выйдет фасадом на красную линию Зацепы, однако в связи с началом Первой мировой войны постройка так и не была завершена. По тем же причинам не был реализован проект прокладки дороги к Садовому кольцу, которая, объединившись с Зацепским тупиком, должна была обеспечить прямой проезд к кольцу от улицы Щипок.
В те времена улица проходила на восток по территории современной Павелецкой площади до Кожевнической улицы, мимо старого здания Павелецкого вокзала. На месте центрального объёма и западного крыла современного вокзала располагался Зацепский рынок, известный с 1732 года. Рынок был сломан в 1970 году, и до постройки нового вокзала в 1980-х годов на его месте оставалась людная пешеходная площадь, по которой дачники ходили на Зацепскую площадь заправлять газовые баллоны. Улицу Зацепа обрезали до Зацепской площади (пересечение с Дубининской улицей. Тогда же, в 1970 году, были снесены дома к югу от Зацепы, на месте которых раскинулась Ленинская (ныне Павелецкая) площадь. В сентябре 2021 года на Павелецкой площади был открыт небольшой ландшафтный парк с подземным торговым центром.
В 2000-е годы, с постройкой офисного здания (Павелецкая площадь, д. 2 стр. 3), Зацепа была отрезана и от Дубининской улицы, фактически превратившись во внутриквартальный проезд от Зацепского тупика до Малой Пионерской улицы. Помимо учебных корпусов РЭУ им. Г. В. Плеханова, на улице сохраняется ряд двухэтажных зданий XIX века.

## Примечательные здания и сооружения
По нечётной стороне:
- № 19—27 — двух-трёхэтажная застройка XIX века.
- № 41/12 — здание Женского коммерческого училища Московского общества распространения коммерческого образования с домовой церковью Иконы Божией Матери «Взыскание погибших», 1903—1905, арх. Н. Л. Шевяков, совместно с П. А. Заруцким и С. У. Соловьёвым[8][9] — ныне IV учебный корпус РЭУ им. Г. В. Плеханова.
- № 43в (Стремянный, д. 28 к. 2, внутри квартала) — Московский коммерческий институт (I очередь сооружения), 1911—1913, арх. С. У. Соловьёв. После кончины Соловьёва в декабре 1912 года, здание достраивал А. В. Щусев. Ныне II учебный корпус РЭУ им. Г. В. Плеханова.
- № 43 — VI учебный (аудиторно-библиотечный) корпус РЭУ им. Г. В. Плеханова.

По чётной стороне:
- № 24, 26, 28 — двух-трёхэтажная застройка XIX века.

## Транспорт
- Станция метро Павелецкая — начало и середина, Серпуховская или Добрынинская — конец.

## Улица в произведениях литературы и искусства
— Всех важней, — сказала Ната, —
Мама вагоновожатый, 
 Потому что до Зацепы
Водит мама два прицепа. 
Сергей Михалков, «А что у вас?»
Аграфена Платоновна. Любопытно это будет посмотреть! Я караул-то на всю Зацепу закричу. Свяжем тебе лапки назад, да ещё три тысячи заплатишь. 
Александр Островский, «В чужом пиру похмелье»
Идя по Пятницкой влево, вы добредете даже до Зацепы, этого удивительного уголка мира, где совершается невозможнейшая с общечеловеческой точки зрения и вместе одна из наидействительнейших драм Островского «В чужом пиру похмелье», где хозяйка честного учителя берет расписку с Андрюши Брускова в женитьбе на дочери своего постояльца, и «Кит Китыч» платится по этой странной расписке, ибо не знает, что могут сделать «стрюцкие», и внутренне боится их, хотя и ломается над пропившимся «стрюцким» Сахаром Сахарычем… Тут, между Зацепой и комиссариатом, две жизни: жизнь земщины и жизнь «стрюцких» живут рядом одна с другою, растительно сплетаются, хоть не смешиваются и тем менее амальгамируются. 
Аполлон Григорьев. Мои литературные и нравственные скитальчества 
Мы по Зацепе шли пешком до Павелецкого,
И отплывал вечерний Липецкий домой.
И невозможно вспомнить без восторга детского
Про давних тех, про нас с тобой
Олег Митяев "Вечерним Липецким"

Вот у нас с Шараповым родни — кум, сват и с Зацепы хват …
Братья Вайнеры, «Эра милосердия»